# Tabula Cortonensis
La Tabula Cortonensis (a veces también Tablilla de Cortona ) es una tablilla de bronce de origen etrusco con inscripciones de unos 2200 años de antigüedad, descubierta en Cortona, Italia. Se cree que su contenido registra los detalles de una antigua transacción legal que tuvo lugar en la antigua ciudad toscana de Cortona, conocida por los etruscos como Curtun, y podría haber pertenecido a un archivo notarial privado. Su inscripción de 40 líneas y dos caras es la tercera inscripción más larga encontrada en idioma etrusco y la más larga descubierta en el siglo XX.
Si bien el descubrimiento se realizó en octubre de 1992, el contenido no se publicó hasta siete años después, en 1999. El retraso se debió a que la tableta fue llevada a la policía por alguien que afirmó haberla encontrado en un sitio de construcción. Cuando se entregó a la policía, la tableta se había roto en siete fragmentos, y faltaba la esquina inferior derecha original. Los investigadores creían que, si la existencia de la tableta no se hubiera revelado inicialmente, habría sido más fácil determinar si la tableta se había encontrado realmente en ese lugar (el examen del sitio de construcción no reveló otros restos etruscos) y posiblemente localizar la parte faltante.

## Interpretación
Algunos estudiosos, en particular Larissa Bonfante y Nancy de Grummond, creen que la tablilla es un registro notarial de la división de una herencia o venta de bienes raíces. En la tabla se hace referencia a un viñedo (cf. líneas 1 y 2: vinac ), tierra cultivada (línea 2: restm-c ) y una finca ubicada en el territorio del lago Trasimeno (cf. líneas 35 y 36: celti nɜitisś tarsminaśś ). El lago se encuentra al este de Cortona en la actual Umbría occidental.
Además de las referencias a la tierra, la tableta incluye varias referencias relacionadas con el mobiliario de mesa. La tablilla incluye palabras que parecen referirse a platos (línea 3: spante, una palabra prestada del umbro) y sal (línea 9: salini, también la palabra latina para una bodega de sal, así como 'una serie de palabras lingüísticamente similares como las diversas formas de larisal). Además, varias palabras ( pav, clθii, zilci, atina, larz ) que aparecen en la tableta se han encontrado inscritas en platos etruscos, tazas para beber o jarras o jarras de vino.

## Descripción física
La tableta mide 50 por 30 cm y mide aproximadamente entre 2 y 3 mm de espesor.
Cuando se descubrió, la tableta se había roto en varios pedazos, de los cuales solo se encontraron siete. Los estruscólogos creen que la parte que falta contiene solo nombres y no detalles del patrimonio.

## Texto
El texto contiene treinta y cuatro palabras etruscas conocidas y un número igual de palabras etruscas no documentadas previamente. Además, un nuevo signo alfabético Ǝ (un épsilon invertido) está presente en la tableta. Esto implica que, al menos en el dialecto etrusco hablado en Cortona donde esta letra aparece exclusivamente, la letra Ǝ marcaba un sonido diferente al de la letra E. La inscripción data hacia el 200 a. C.</ref>
Lo siguiente transcribe el épsilon invertido especial como ɜ :
Cara A
01: et . pɜtruiś . scɜvɜś . ɜliuntś .
02: vinac . restmc . cenu . tɜnθur . śar .
03: cusuθuraś . larisalisvla . pesc . spante . tɜnθur .
04: sa . śran . śarc . clθii . tɜrsna . θui . span θi . ml
05: ɜśieθic . raśnas IIIIC inni . pes . pɜtruś . pav
06: ac . trau lac . tiur . tɜn[θ]urs . tɜnθa[ś] . za cina tpr
07: iniserac . zal[six] \\ cś . ɜsiś vere cusuθurśum .
08: pes . pɜtruśta . scɜv[aś] \\ nu θanatur . lart pɜtr
09: uni . arnt . pini  . lart . [v]ipi . lusce . laris . salini
10: vɜtnal . lart . vɜlara . larθal'isa  . lart vɜlara.
11: aulesa . vɜl . pumpu . pruciu . aule cɜl atina . sɜ
12: tmnal . arnza . fɜlśni . vɜlθinal . vɜl . luisna
13: lusce . vɜl uslna . nufresa . laru . slanzu . larz
14: a lartle vɜlaveś arnt . pɜtru . ra ufe \\ ɜpru
15: ś . ame . vɜlχe . cusu larisal . clenia rc . laris
16: cusu . larisalisa larizac clan . larisal . pɜtr
17: uni . scɜ[va]ś arntlei . pɜtruś . puia
18: cen . zic . ziχuχe . spa-rzɜ-śtiś śazleiś in
19: θuχti . cusuθuraś . suθiu . ame . tal suθive
20: naś . rat-m . θuχt . ceśu . tlt eltɜi . sianś .
21: spa-rzɜ-te . θui . saltzic . fratuce . cusuθuraś .
22: larisalisvla . pɜtruśc . scɜvaś . pesś . tarχ ian
23: eś \\ cnl . nuθe . mal ec . lart . cucrina . lausisa .
24: zilaθ meχ l.raśnal .[la]ris . cɜl atina lau
25: sa  clanc . arnt luscni [a]rnθal . clanc . larz
26: a . lart . turmna . salin[ial . larθ cɜl atina . a
27: pnal . clenia rc . vɜlχe[ś][...][papal]
28: śerc . vɜlχe . cusu . aule[sa][...]
29: aninalc . laris . fuln[folnius][clenia]
30: rc . lart . pɜtce . uslnal[...][cucrina]
31: inaθur . tɜcsinal . vɜl[...]
32: uś . larisc . cusu . uslna[l][...]
Cara B
33: aule . salini . cusual
34: zilci . larθal . cusuś . titinal
35: larisalc . saliniś . aulesla . celti nɜitis
36: ś . tar  sminaśś . spa rz a in θuχt ceśu .
37: rat-m . suθiu . suθiusa . vɜlχeś . cusuśa
38: ulesla . vɜlθuruś . t[.]lniś . vɜlθurusla .
39: larθalc . cɜl atina ś . vetnal . larisalc .
40: cɜl atina ś . pitlnal